# Distrikt Catahuasi

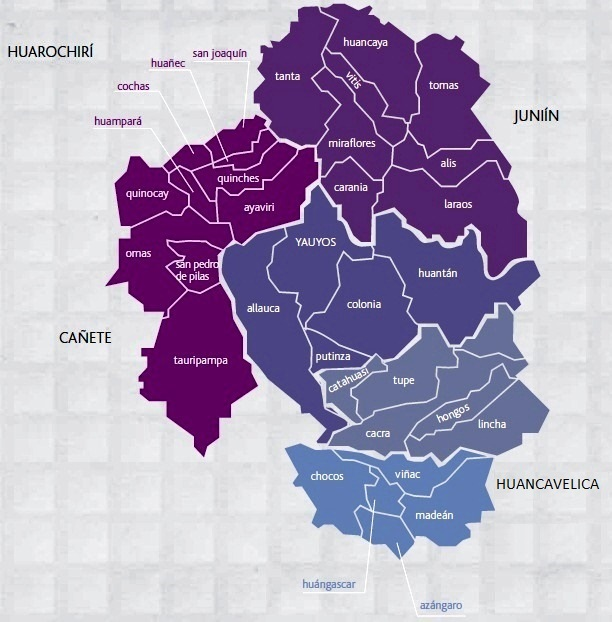
Karte der Provinz Yauyos

Der Distrikt Catahuasi liegt in der Provinz Yauyos in der Region Lima im zentralen Westen von Peru. Der Distrikt wurde am 6. Juni 1986 gegründet. Er besitzt eine Fläche von 118 km². Beim Zensus 2017 wurden 1144 Einwohner gezählt. Im Jahr 1993 lag die Einwohnerzahl bei 1204, im Jahr 2007 bei 1090. Sitz der Distriktverwaltung ist die 1179 m hoch gelegene Ortschaft Catahuasi mit 321 Einwohnern (Stand 2017). Catahuasi befindet sich 38 km südlich der Provinzhauptstadt Yauyos.

## Geographische Lage
Der Distrikt Catahuasi befindet sich in der peruanischen Westkordillere im zentralen Süden der Provinz Yauyos. Er liegt am Ostufer des nach Süden strömenden Río Cañete. Zwei schmale Korridore führen vom Río Cañete nach Osten. Der nördliche verläuft entlang der Quebrada Riachuelo und ist 13 km lang. Der südliche Korridor hat eine Länge von 14,5 km und umfasst das Einzugsgebiet der Quebrada Unlino, einem linken Nebenfluss der Quebrada Tupe.
Der Distrikt Catahuasi grenzt im Westen an den Distrikt Allauca, im Norden an die Distrikte Putinza und Colonia, im Osten an den Distrikt Tupe sowie im Süden an den Distrikt Cacra.

## Ortschaften
Im Distrikt gibt es neben dem Hauptort folgende größere Ortschaften:
- Canchan (477 Einwohner)